# Chomutynci
Chomutynci (ukr. Хомутинці) – wieś na Ukrainie, w obwodzie winnickim, w rejonie chmielnickim, w hromadzie Kalinówka, nad rzeką Postołową. W 2001 roku liczyła 648 mieszkańców.
Pierwsza wzmianka o miejscowości pochodzi z 1735 roku. 